# Идентичность бренда

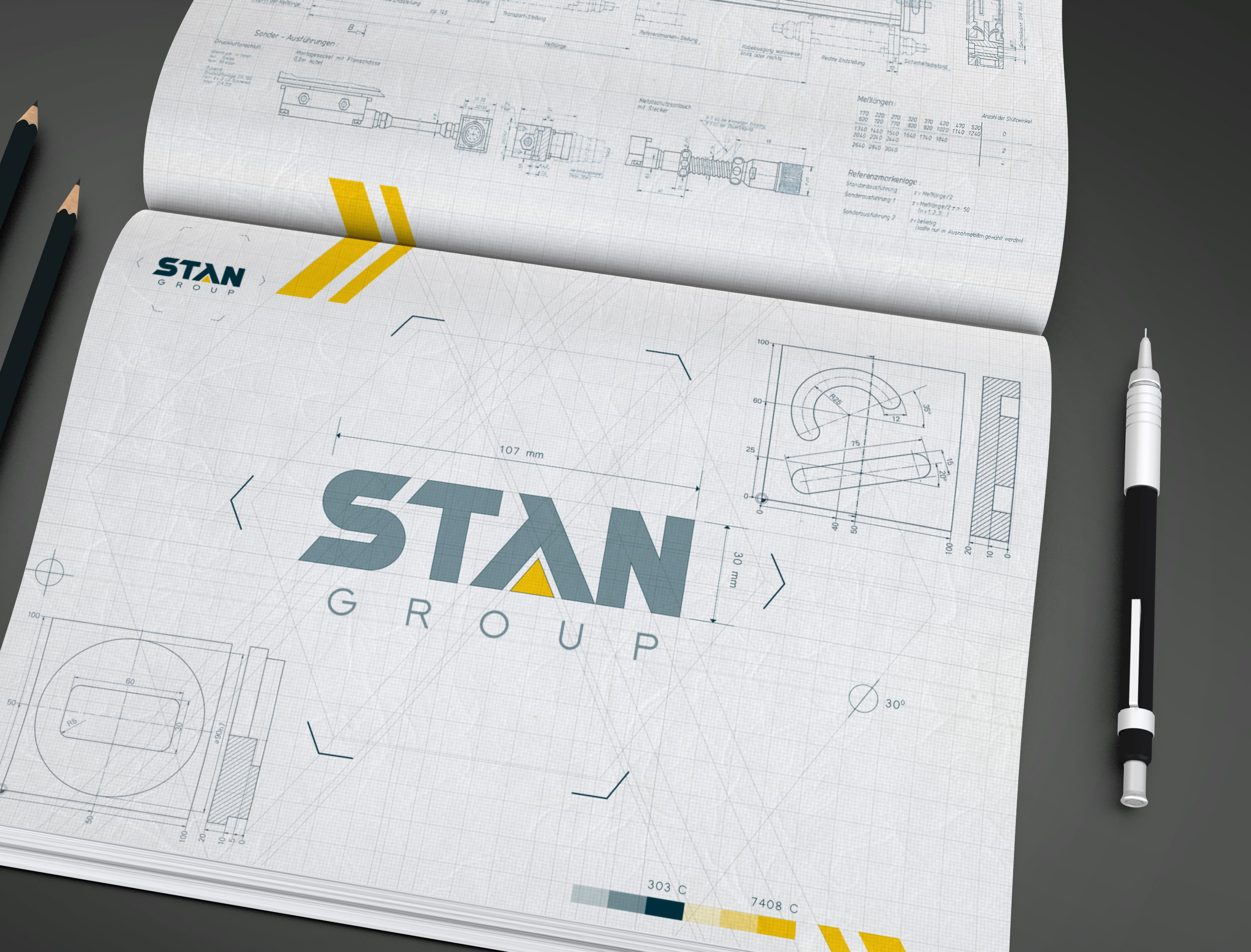
Элементы идентичности бренда — его атрибуты (Brand Identify). Например, сигнатура бренда (Brand Signature): символ (Brand Mark), логотип (Brand Logotype), слоган бренда (Brandline или Brand Slogan), поддерживающая бренд графика (Supergraphic).

Иденти́чность бре́нда (англ. Brand Identity) — система характерных особенностей или отличительные особенности бренда, его индивидуальность (англ. Brand Individuality), личность (англ. Brand Personality). Метафора идентичности бренда — «ДНК» бренда (англ. Brand DNA). Имеет несколько дефиниций: стратегическая концепция персоналии бренда, его внешнее выражение, совокупность его идентификаторов; отражение уникальных для бренда характеристик, которые мотивируют покупателя; играет ключевую роль в процессе узнавания бренда потребителями; формирует его неповторимость; является главным элементом мотивационной вертикали бренд-менеджмента, участвующим в формировании модели и имиджа бренда; уникальный набор марочных ассоциаций, который стремится создать или поддерживать разработчик бренда.
Имидж бренда (то, как покупатели и другие лица воспринимают бренд) может выступать аспектом идентичности бренда, но не подменяет его.

## Атрибуты
Ключевые особенности бренда выражаются через различные образы, называемые «атрибутами бренда» (англ. Brand Identify или англ. Brand Attributes)..
К визуальным атрибутам (англ. The Visual Identity) относят, например, сигнатуру бренда (англ. Brand Signature), которая включает символ (англ. Brand Mark), логотип (англ. Brand Logotype), слоган бренда (англ. Brandline или англ. Brand Slogan или англ. HeadLine) и поддерживающую бренд графику (англ. Supergraphic). В качестве примера различного использования поддерживающей графики можно привести сигнатуру бренда Гонконга.
Виды поддерживающей графики: продолжение бренда (англ. Ribbon Graphic), заполнение (узор, текст), иконографический язык или иконки (англ. Icons Graphic).

## Виды
Идентичность бренда территории (англ. destination-brand identity) — часть культуры бренда (англ. Brand culture). Связана с понятиями из смежных наук Национальная идентичность (англ. National Identity), Территориальная идентичность и является концепцией Маркетинга мест или Бренд-менеджмента территорий (англ. destination-brand management). Считается сравнительно новым направлением в бренд-менеджменте.